# Азербайджано-израильские отношения
Азербайджано-израильские отношения — двусторонние отношения между Азербайджаном и Израилем в политической, экономической и иных сферах.
Первые официальные отношения между Азербайджанской Советской Республикой и Израилем начались в 1990 году, когда Ицик Моше, первый представитель Всемирного еврейского агентства (Сoхнут) в СССР, открыл представительство Сохнута в Баку.
Еврейское агентство фактически выполняло функции двустороннего представительства Израиля.
Азербайджан и Израиль поддерживают дипломатические отношения с 1992 года. Азербайджан является одной из преимущественно мусульманских стран, наряду с Турцией, Египтом, Иорданией, ОАЭ, Бахрейном, странами Персидского залива, а также бывшими советскими республиками Центральной Азии, у которых развиты двухсторонние политические и экономические отношения с Израилем.

## Политические отношения
Израиль официально признал независимость Азербайджана 25 декабря 1991 года. Дипломатические отношения были установлены 7 апреля 1992 года.
В августе 1993 года открылось посольство Израиля в Азербайджане.
8 ноября 2022 года Парламент Азербайджана принял закон об учреждении посольства Азербайджана в Израиле. 18 ноября 2022 года учреждено посольство Азербайджана в Израиле. 26 ноября президент Азербайджана Ильхам Алиев подписал распоряжение об утверждении данного закона. 29 марта 2023 года в Тель-Авиве состоялось официальное открытие посольства.
Первым послом Азербайджана в Израиле назначен Мухтар Мамедов.
В ноябре 2018 года Израиль впервые назначил представителя общины арабов-христиан на должность чрезвычайного и полномочного посла. Кадровый дипломат израильского МИДа Джордж Дик возглавил дипмиссию в Баку.
В 1998 году премьер-министр Израиля Биньямин Нетаньяху совершил краткий ночной визит в Баку, где встретился с президентом Азербайджана Гейдаром Алиевым.
В январе 2004 года депутат парламента Азербайджана президент фонда «Конституция» Алимамед Нуриев заявил, что в Азербайджане всегда дружественно относились к евреям, в республике никогда не было антисемитизма. Он призвал руководство страны расширять сотрудничество с Израилем в политической и экономической сферах.
Однако, учитывая соседство Ирана, и его отношение к сотрудничеству с Израилем любой мусульманской страны, сближение в политической сфере шло очень медленно. В частности, посольство Азербайджана в Израиле долгое время не открывалось. Также не было визитов на высшем уровне в Израиль, хотя президент Израиля Шимон Перес в мае 2009 года посещал Азербайджан. Хотя Азербайджан и поддерживает позицию Израиля в борьбе с терроризмом, ему приходится учитывать возможную реакцию мусульманских стран. Кроме этого, интенсификацию отношений с Израилем сдерживали также некоторые высказывания депутатов от правящей партии «Ени Азербайджан», которые критикуют израильскую позицию в вопросах палестино-израильского конфликта.
Израильские СМИ утверждают, что во время визита Шимона Переса была достигнута договорённость о создании на территории Азербайджана электронной сети разведки, направленной на сбор информации об иранской ядерной программе.
9 февраля 2010 года в Баку впервые прибыл с визитом министр иностранных дел Израиля Авигдор Либерман.
В апреле 2013 года в Израиль с визитом прибыл министр иностранных дел Азербайджана Эльмар Мамедъяров. Это был первый визит представителя Азербайджана такого уровня. Мамедъярова принял президент Израиля Шимон Перес. Состоялись встречи и переговоры со спикером Кнессета Юлием Эдельштейном, замминистра иностранных дел Зеэвом Элькиным и премьер-министром Биньямином Нетаньяху.
13 декабря 2016 года в Баку состоялись переговоры прибывшего туда с рабочим визитом израильского премьера Биньямина Нетаньяху с президентом Азербайджана Ильхамом Алиевым.
В декабре того же года испытанием для азербайджано-израильских отношений стал арест в Минске израильско-российского блогера Александра Лапшина по запросу Азербайджана и последующая экстрадиция его в Баку для уголовного преследования. Власти обвиняли блогера в посещении Нагорного Карабаха без согласования с Баку и призывах к независимости этого региона. Израиль, Армения, Российская Федерация и крупнейшие правозащитные организации Европы и США заявили протест в связи экстрадицией Лапшина в Азербайджан, но блогер был доставлен в Баку и 20 июля 2017 осужден к 3 годам лишения свободы. При этом, обвинения в призывах к независимости Нагорного Карабаха были с него сняты из-за недоказанности. 11 сентября 2017 Президент Ильхам Алиев принял решение о помиловании Лапшина, и его решение совпало с информацией о попытке самоубийства блогера в бакинской тюрьме. После возвращения в Израиль, Лапшин делал заявления о том, что он не совершал попытки самоубийства и не просил помилования, и на него было совершено покушение с целью убийства. Также, освобожденный израильский блогер обвинил власти Азербайджана в пытках и издевательствах в тюрьме, а также в преследовании блогеров и журналистов за их профессиональную деятельность. В январе 2018 Лапшин заявил, что обратился в Европейский суд по правам человека против Азербайджанской Республики. 20 мая 2021 ЕСПЧ в Страсбурге вынес решение по жалобе блогера в отношении Азербайджанской республики, признав власти страны ответственными в незаконном аресте, пытках и покушении на убийство в отношении гражданина Израиля, Александра Лапшина.
В апреле 2022 года министр туризма и председатель межправительственной комиссии Израиль-Азербайджан Константин Развозов посетил Азербайджан с государственным визитом. Он встретился с президентом страны Ильхамом Алиевым, главой МИДа Джейхуном Байрамовым, министром экономики и сопредседателем межправительственной комиссии Азербайджан-Израиль Микаилом Джаббаровым, с министром молодежи и спорта Фаридом Гаибовым и с главами индустрии.
7 апреля 2022 года обе страны отметили 30-летие установления дипломатических отношений.
В Парламенте Азербайджана действует рабочая группа по двусторонним отношениям. Руководитель группы — депутат Милли меджлиса Анатолий Рафаилов. В Кнессете действует межпарламентская группа дружбы Азербайджан — Израиль. Руководитель группы — Владимир Беляк.
В апреле 2023 года министр иностранных дел Израиля Эли Коэн посетил Азербайджан во главе экономической делегации с целью укрепления торговли между странами. В Баку он также провёл встречу с президентом Ильхамом Алиевым.
В мае 2023 года президент Израиля Ицхак Герцог посетил Азербайджан с официальным визитом.
В ноябре 2024 года президент Израиля Ицхак Герцог посетит 29-ю конференцию ООН по изменению климата, которая будет проведена в Баку.

## Договорно-правовая база
Между странами подписано 13 документов, в том числе:
- Соглашение о взаимной защите инвестиций (20 февраля 2007)[36]
- Соглашение об отмене двойного налогообложения (апрель 2017)[37][38]
- Соглашение о воздушном сообщении (июль 2022)[39]

## Экономические отношения

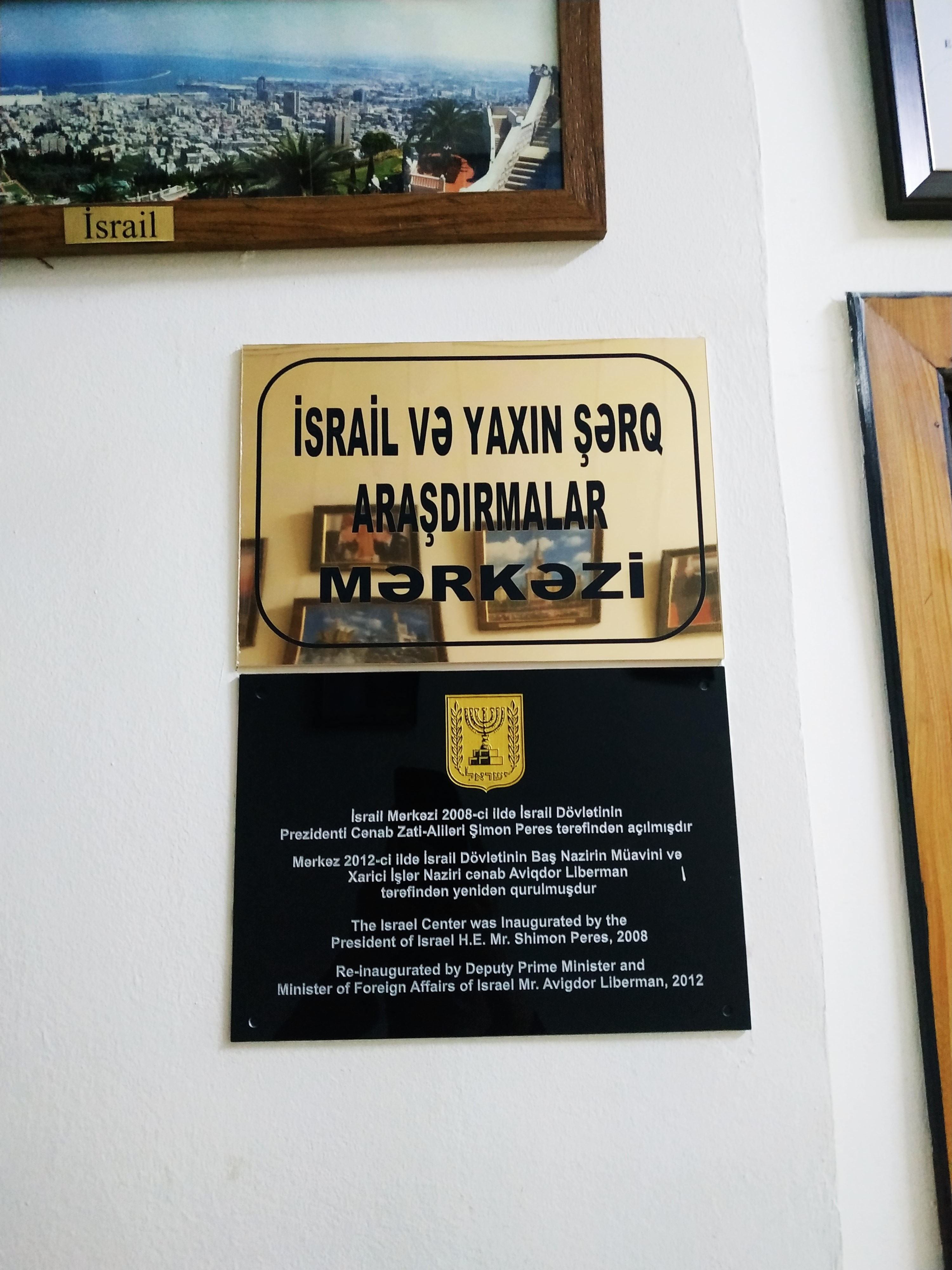
Центр исследования Израиля и Ближнего Востока в Азербайджанском университете языков

Израиль является вторым крупнейшим импортёром нефти из Азербайджана. После открытия нефтепровода Баку — Тбилиси — Джейхан (порт Джейхан расположен в 600 километрах от Хайфы) Израиль также заявил, что заинтересован в закупке азербайджанского газа. 29 июня 2009 года в Баку состоялся азербайджано-израильский бизнес-форум, в работе которого приняли участие президент Азербайджана Ильхам Алиев и президент Израиля Шимон Перес.
C 13 декабря 2016 года действует межправительственная комиссия по двусторонним отношениям.
С 1993 года азербайджанская авиакомпания AZAL выполняет рейсы по маршруту Баку—Тель-Авив. Планировалось, что в декабре 2009 года израильская авиакомпания Аркиа также начнёт летать по этому маршруту. Несмотря на то, что план полётов «Аркии» не реализован из-за запрета на ношение оружия охранниками Аркии на территории Азербайджана, AZAL продолжает осуществлять авиаперевозки 2 раза в неделю. Выполняются авиарейсы из Израиля в Азербайджан и обратно 1 — 2 раза в неделю.
В 1994 году израильская компания GTIB инвестировала средства в создание компании Bakcell — первого оператора сотовой связи в Азербайджане.
В июле 2019 года оба государства подписали подписали меморандум о сотрудничестве, согласно которому Израиль будет выступать в качестве консультанта в проекте по созданию национальной информационной системы Азербайджана с привлечением современных технологий.
В 2019 году товарооборот между двумя странами превысил $5 млрд.
В июле 2021 года в рамка визита министра экономики Азербайджана Микаила Джаббарова в Израиль состоялось открытие торгового представительства Азербайджана в Тель-Авиве.
Количество туристов из Израиля в Азербайджан составило в 2016 году — 10 000, в 2019 году — 50 000.
В апреле 2022 года между ОАО «Мелиорация и водное хозяйство Азербайджана» и израильской компанией «Mekorot» подписано соглашение об оптимизации оросительной системы страны для увеличения урожайности сельского хозяйства.

### Товарооборот (тыс. долл)
| Год  | Экспорт Азербайджана | Импорт Азербайджана | Сумма товарооборота |
| ---- | -------------------- | ------------------- | ------------------- |
| 2020 | 437 500,07           | 28 220,95           | 465 721,02          |
| 2021 | 898 096,98           | 30 305,78           | 928 402,76          |
| 2022 | 1 682 726,01         | 35 664,29           | 1 718 390,3         |
| 2023 | 1 401 607,25         | 41 912,40           | 1 443 519,65        |
| 2024 | 733 528,17           | 31 693,82           | 765 221,99          |

Структура экспорта Азербайджана: нефть, метанол.
Структура экспорта Израиля: технологии в области сельского хозяйства.

## Военное сотрудничество
Успешно развивается военно-техническое сотрудничество двух стран. В 2004 году был заключён контракт на поставку в Азербайджан израильского вооружения, произведённого в Турции. По данным WikiLeaks, в сентябре 2008 года Израиль и Азербайджан подписали соглашение, согласно которому компания Soltam получила контракт на поставку азербайджанской армии минометов и боеприпасов, Tadiran Communications — устройств связи, Israel Military Industries — широкий спектр ракет и систем наведения.
В 2009 году израильская оборонная компания Elbit Systems открыла представительство в Азербайджане, а Министерство оборонной промышленности Азербайджана начинает производство БПЛА.

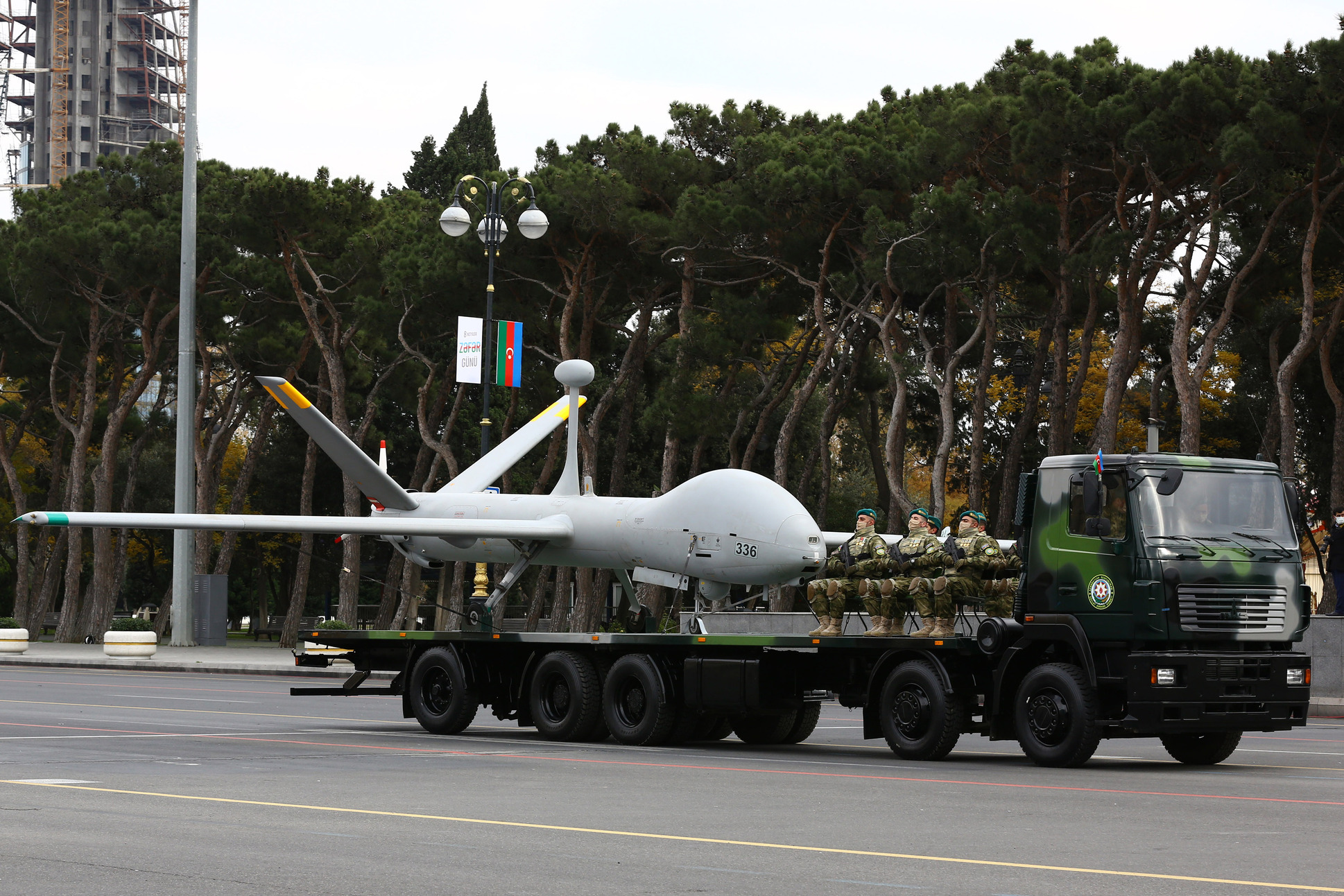
Состоящий на вооружении Азербайджана БПЛА Hermes 900 израильского производства на Параде Победы в Баку 10 декабря 2020 года

В 2012 году Азербайджан приобрёл у Израиля БПЛА и системы ПВО на сумму 1,6 млрд долларов.
В сентябре 2014 года министр обороны Государства Израиль Моше Яалон стал первым израильским главой оборонного ведомства, который посетил Азербайджан.
В сентябре 2017 года Израиль с официальным визитом посетил министр обороны Азербайджана генерал-полковник Закир Гасанов
. В июле 2018 года Азербайджан посетила израильская делегация во главе с председателем совета директоров компании «Aeronautics» Едидией Яари. Она встретилась с Яхьей Мусаевым, заместителем министра оборонной промышленности Азербайджана. На встрече обсуждалась деятельность компании «AZAD Systems», которая является совместным проектом двух стран по созданию беспилотной авиатехники. По окончании встречи был подписан протокол о намерениях.
В сентябре 2018 года в Азербайджан с официальным визитом прибыл министр обороны Израиля Авигдор Либерман. Он встретился и провел многочасовые переговоры с президентом Азербайджана, министром обороны, министром по чрезвычайным ситуациям, командующим Погранвойсками республики, главой внешнеполитического ведомства Азербайджана, премьер-министром и вице-премьером страны.
В октябре того же года Израиль посетил начальник генштаба, первый заместитель министра обороны Азербайджана генерал-полковник Наджмеддин Садыгов. Генерал Садыгов встретился со своим израильским коллегой Гади Айзенкотом и высшим командованием. В рамках визита он посетил различные подразделения израильской армии и обсудил укрепление военных связей, а также сделки в сфере безопасности между двумя странами.
В январе 2019 года стало известно, что Израиль поставит Азербайджану партию тактических барражирующих боеприпасов последнего поколения «Sky Striker». Азербайджан стал первым иностранным покупателем «Sky Striker».
В октябре 2022 года министр обороны Израиля Бени Ганц посетил Азербайджан с официальным визитом, который был посвящен военно-политическим проблемам. Ганц встретился с президентом Азербайджана Ильхамом Алиевым, министром обороны генерал-полковником Закиром Гасановым, а также начальником пограничной службы Эльчином Гулиевым.
В октябре 2023 года израильский государственный оборонный концерн «Авиационная промышленность» (IAI) подписал договор на поставку космическому агентству Азербайджана «Азеркосмос» двух спутников наблюдения «OptSat500» на сумму $ 120 млн. Кроме того, израильский концерн займётся обучением и подготовкой азербайджанского персонала для работы с этими спутниками.

## Туризм и авиасообщение
Соглашение о сотрудничестве в сфере туризма между Иерусалимом и Баку было подписано 30 марта 2022 года — это событие стало приуроченным к 30-летию установления двусторонних дипломатических отношений между странами. В начале июля 2022 года документ был ратифицирован азербайджанской стороной.
Авиакомпания «Азербайджанские авиалинии» осуществляет прямое авиасообщение по маршруту Баку (GYD) — Тель-Авив (TLV).

## Евреи в Азербайджане
В Азербайджане проживают около 15 тысяч горских и других евреев. Посёлок Красная Слобода Губинского района является местом компактного проживания горских евреев в Азербайджане.
В Азербайджане действует около 20 культурных и благотворительных еврейских обществ: Еврейский дом, Общество «Азербайджан — Израиль» (АзИз), Ассоциация еврейских женщин Азербайджана, Еврейский культурный центр и другие.
В школах Азербайджана проводится изучение Холокоста.

## Азербайджанцы в Израиле
В Израиле проживают примерно 80 тысяч евреев—выходцев из Азербайджана.

## Отношение Израиля к Карабахскому конфликту
Израиль чётко высказывает свою позицию относительно проблемы Нагорного Карабаха. Генеральный директор МИД Израиля по политическим вопросам Алон Ушпиз не раз говорил, что Израиль поддерживает территориальную целостность Азербайджана, несмотря ни на что. Посол Израиля в Азербайджане Рафаэль Харпаз заявил, что, исходя из своего ближневосточного опыта, Израиль выступает за мирное решение конфликта.